# Autrans
Autrans – miejscowość i dawna gmina we Francji, w regionie Owernia-Rodan-Alpy, w departamencie Isère. W 2013 roku jej populacja wynosiła 1691 mieszkańców. 
W dniu 1 stycznia 2016 roku z połączenia dwóch ówczesnych gmin – Autrans oraz Méaudre – utworzono nową gminę Autrans-Méaudre en Vercors. Siedzibą gminy została miejscowość Méaudre. 
W miejscowości znajduje się stacja narciarska Le Claret. 

## Miasta partnerskie
- Lillehammer, Norwegia
- Puilboreau, Francja